# 灯笼树
灯笼树（学名：Enkianthus chinensis），为杜鹃花科吊钟花属下的一个植物种。